# فرانسیس نیکلسون
فرانسیس نیکلسون (انگلیسی: Francis Nicholson؛ ۱۲ نوامبر ۱۶۵۵ – ۱۷۲۸) نظامی و سیاست‌مدار اهل پادشاهی بریتانیای کبیر بود. وی همچنین برندهٔ جوایزی همچون همکار انجمن سلطنتی شده‌است.